# Neuracanthus subuninervis
Neuracanthus subuninervis är en akantusväxtart som beskrevs av Wilhelm Sulpiz Kurz. Neuracanthus subuninervis ingår i släktet Neuracanthus och familjen akantusväxter. Inga underarter finns listade i Catalogue of Life.